# Qazaq Air
QAZAQ AIR (юридическое название — АО «Qazaq Air») — казахстанская авиакомпания, дочерняя компания вьетнамской «Sovico Group», базируется в Астанинском аэропорту «Нурсултан Назарбаев», осуществляет межрегиональное авиасообщение в Республике Казахстан и приграничных территориях соседних государств.

## История

### 2015—2018
В апреле 2015 года АО ФНБ «Самрук-Казына» создал дочернюю компанию АО «Qazaq Air». Авиакомпания была презентована 6 июля 2015 года в Астане
Первый регулярный пассажирский рейс состоялся 27 августа 2015 года по маршруту Алма-Ата — Астана. За первые пять дней полётов услугами авиакомпании воспользовалось более 900 человек, 21 октября 2015 года было сообщено, что авиакомпания с момента основания перевезла более 10 тыс. пассажиров.
В мае 2017 года в авиакомпании к своим обязанностям приступили первые пилоты-казахстанцы. Так как до этого национальные кадры не обладали навыками управления новым для Казахстана типом воздушного судна, в 2015 году Qazaq Air отобрала 16 казахстанских пилотов для обучения управлению самолётами De Havilland Dash-8-Q400NG. К концу мая 2017 года 15 казахстанских лётчиков получили допуск на осуществление самостоятельных полётов в должности вторых пилотов авиакомпании Qazaq Air, один пилот стал первым в компании казахстанским командиром воздушного судна.
По итогам 2017 года показатели работы Qazaq Air значительно выросли по сравнению с прошлыми годами: в 2017 году услугами компании воспользовались более 250 тыс. пассажиров (рост на 53,6 % к аналогичному периоду 2016 года), количество маршрутов увеличилось до 15.

В июле 2017 года компания впервые выполнила международный рейс — по чартерной программе перевозчик начал осуществлять перелёты из Алматы в аэропорт «Иссык-Куль» в селе Тамчы (Кыргызстан).

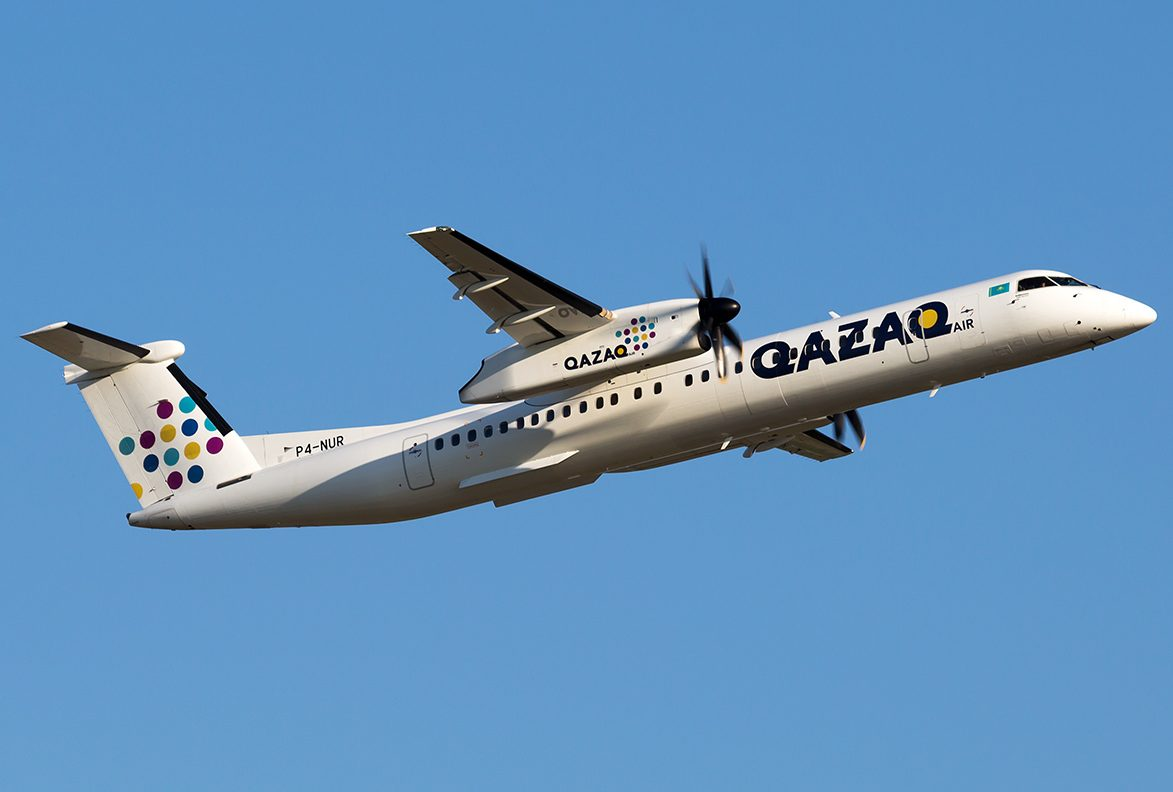
Флот QAZAQ AIR

В июне 2018 года Китайская авиакомпания China Express Airlines (Huaxia Airlines) выразила готовность принять участие в приватизации Qazaq Air. Региональные авиаперевозчики заключили меморандум о взаимопонимании по вопросам развития стратегического сотрудничества, которое также предполагает взаимодействие операторов в сфере международных пассажирских авиаперевозок.
В ноябре 2018 года авиакомпания Qazaq Air стала третьим перевозчиком Казахстана, прошедшим аудит по эксплуатационной безопасности Международной ассоциации воздушного транспорта (IATA) и получившим от этой организации сертификат IOSA (IATA Operational Safety Audit).

### 2019 — настоящее время
По результатам первого полугодия 2019 года авиакомпания сообщила, что перевезла более 920 тысяч пассажиров с начала операционной деятельности.
В июле 2019 года Qazaq Air стала 293-м членом Международной ассоциации воздушного транспорта (IATA).
В ноябре 2019 года авиакомпания успешно прошла второй аудит эксплуатационной безопасности Международной ассоциации воздушного транспорта (IATA) на соответствие стандартам IOSA, действие сертификата и статус оператора IOSA авиакомпании были продлены до ноября 2021 года.
Несмотря на пандемию и запрет на полёты, объявленный в марте 2020 года, Авиакомпания QAZAQ AIR закончила процесс передислокации базы в столицу страны город Астана, внедрила новую систему бронирования и продаж, а также запустила электронный билет. Была достигнута целевая мощность новой маршрутной сети с созданным ранее межрегиональным хабом в городе Астана. В результате авиакомпания показала рекордный пассажиропоток. Было перевезено более 432 тысяч пассажиров и отмечен рост на 14 % относительно показателей 2019 года.

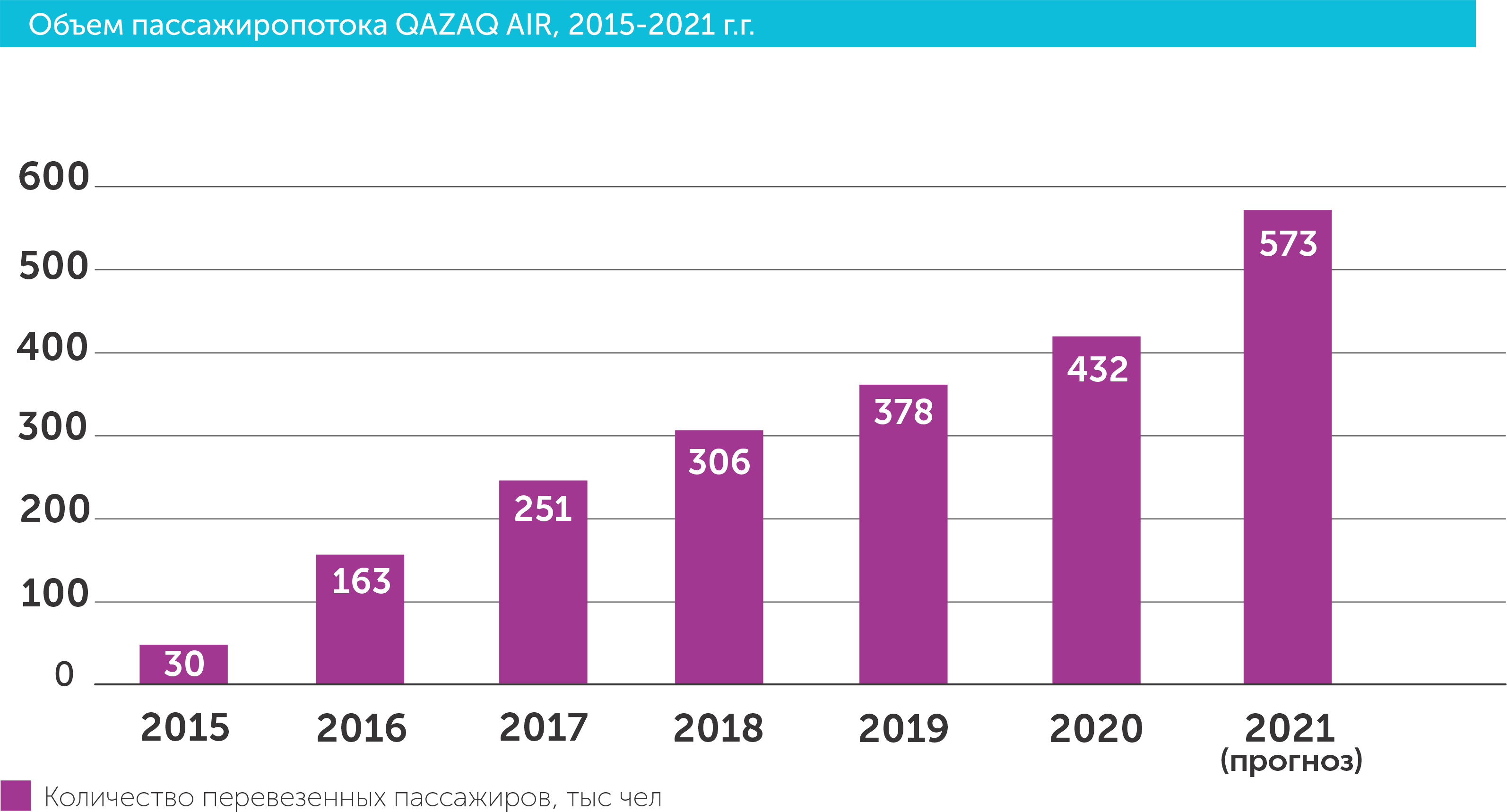
Объем пассажиропотока QAZAQ AIR 2015—2021

С 1 августа 2021 года все воздушные суда QAZAQ AIR перешли под казахстанскую регистрацию. Авиакомпания успешно прошла очередной этап локализации ее производства. Весь воздушный флот QAZAQ AIR на сегодня имеет обновленный авиационный регистрационный префикс — UP (государственный опознавательный знак воздушных судов Республики Казахстан)
Перевезено 278 тыс. пассажиров в 1 полугодии 2021 года, отмечен рост на 88 % относительно показателей аналогичного периода 2020 года. Начиная с 2015 года пассажиропоток показывает положительную динамику
В мае 2024 года принадлежавшая государству авиакомпания была продана через приватизацию вьетнамской компании «Sovico Group». Ожидается, что инвестор Согласно договоренностям, инвестор в течение 5 лет пополнит флот авиакомпании самолётами Boeing 737-Max8 и Airbus A320/321.
После катастрофы самолёта по направлению Баку—Грозный авиакомпания Qazaq Air в рамках переоценки полётов над территорией России приостановила на месяц полёты из Астаны в Екатеринбург.
В 2025 году стало известно, о партнёрстве Qazaq Air и VietJet с целью запуска новой авиакомпании под названием Vietjet Qazaqstan .

## Маршрутная сеть

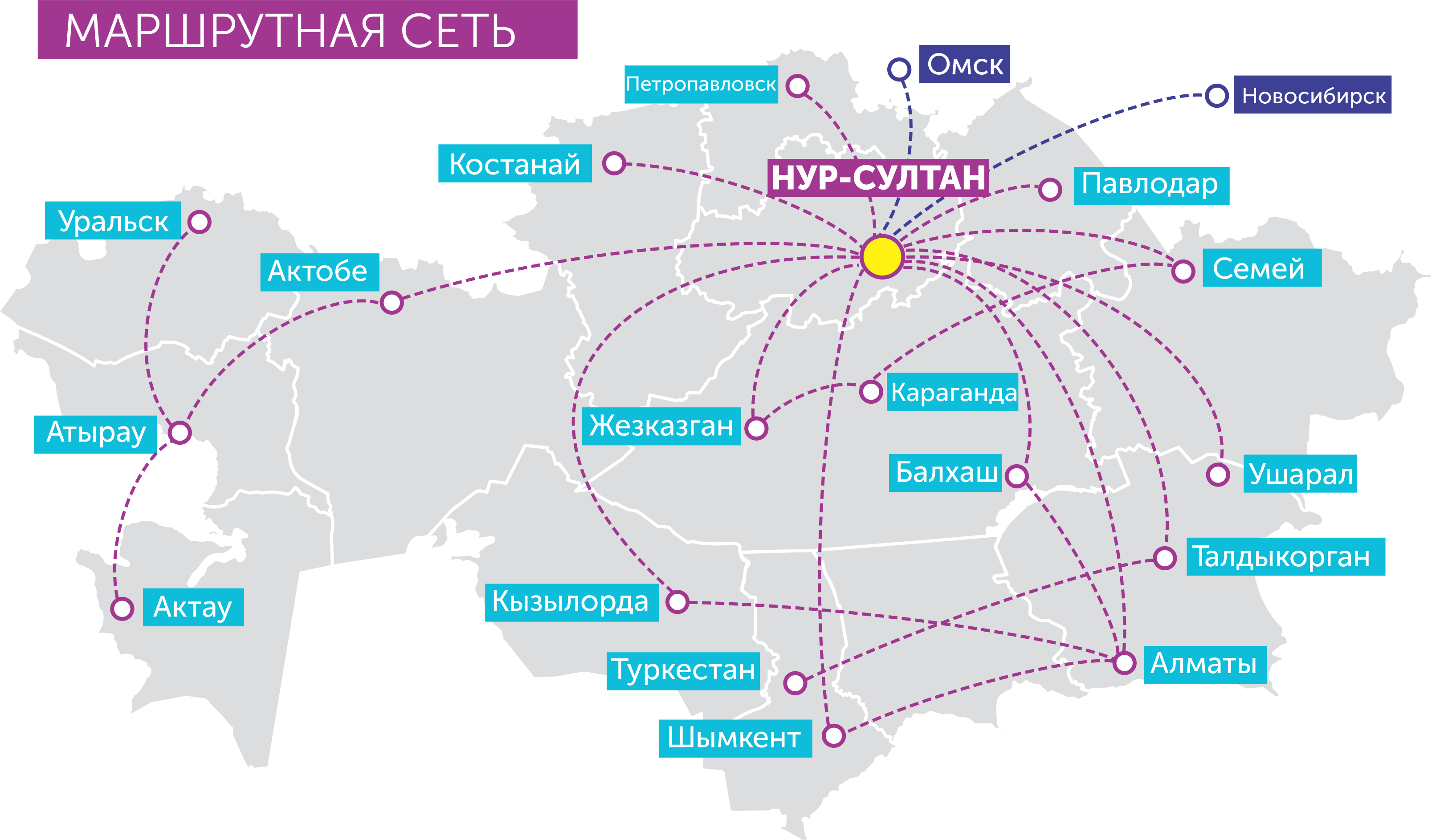
Маршрутная сеть QAZAQ AIR

Маршрутная сеть Qazaq Air в 2024 году включает следующие направления:
1) Рейсы по Казахстану:
- Астана — Алматы — Астана
- Астана — Шымкент — Астана
- Астана — Усть-Каменогорск — Астана
- Астана — Актобе — Астана
- Астана — Туркестан — Астана
- Астана — Талдыкорган — Астана
- Астана — Костанай — Астана
- Астана — Кызылорда — Астана
- Актобе — Атырау — Актобе
- Атырау — Уральск — Атырау

2) Субсидированные рейсы:
- Астана — Петропавловск — Астана
- Астана — Урджар — Астана
- Алматы — Кокшетау — Алматы
- Туркестан — Актобе — Туркестан

3) Международные рейсы:
- Астана — Омск — Астана
- Астана — Екатеринбург — Астана (в декабре 2024 года приостановлены до начала января 2025)
- Актобе- Баку — Актобе
- Астана — Новосибирск — Астана

## Флот авиакомпании

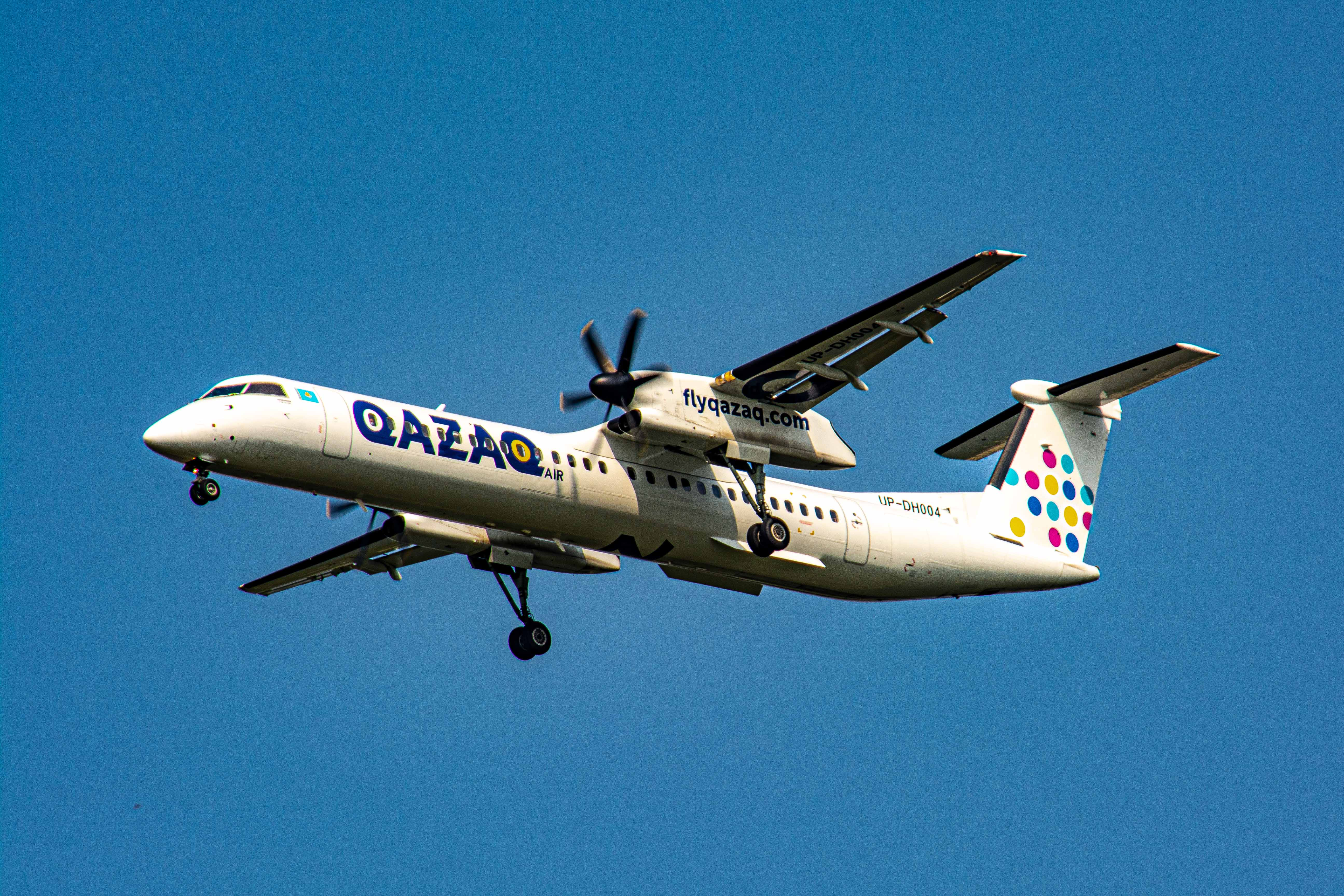
De Havilland Dash-8-Q400NG

Воздушный флот QAZAQ AIR является самым молодым среди авиакомпаний Казахстана и состоит из современных комфортабельных турбовинтовых лайнеров De Havilland Dash-8-Q400NG (ранее известные как Bombardier Q400) канадского производства.
Первые 3 самолёта были взяты в оперативный лизинг у компании Falcon Aviation Services LLC из Абу-Даби (ОАЭ). На основе финансовой отчетности за 2016 год СМИ сообщили, что аренда обходилась в $610-615 тыс. в месяц, при средней рыночной цене в $95-195 тыс.
В декабре 2017 был подписан договор на приобретение двух новых авиалайнеров De Havilland Dash-8-Q400NG, поставка которых была произведена в первой половине 2019 года.
По состоянию на 2021 год весь флот Авиакомпании QAZAQ AIR находится в собственности.
В связи с увеличивающимся пассажиропотоком и спросом на авиаперевозки как внутри Казахстана так и в приграничных регионах в планах Авиакомпании увеличение флота на 3 новых самолёта.

## Персонал

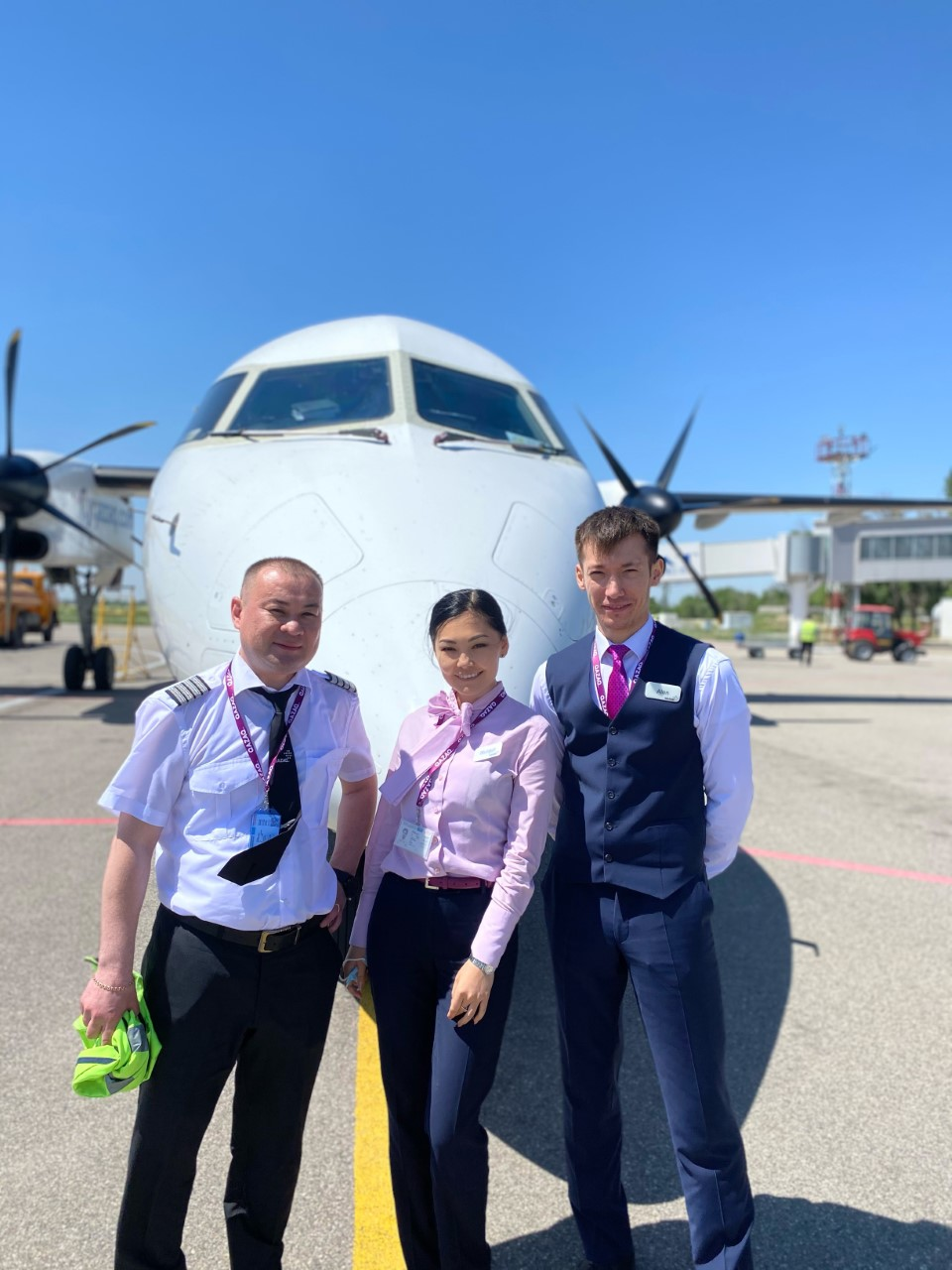
Сотрудники QAZAQ AIR

На конец 2020 года общее количество работников достигло 280 человек. Из них 74 административный персонал и 206 производственный персонал. В авиакомпании работает:
- 52 пилота,
- 51 бортпроводников,
- 14 инженеров,
- 2 механика.

Сегодня успешно функционирует собственная сертифицированная организация по техническому обслуживанию и ремонту авиационной техники. В текущем году[когда?] Авиакомпания была сертифицирована Авиационной администрацией Казахстана по техническому обслуживанию и ремонту авиационной техники по эксплуатируемому типу воздушного судна модели De Havilland Dash-8 400

## Собственники
С апреля 2015 года по май 2025 года владельцем 100 % акций являлось государство в лице фонда «Самрук-Казына». С мая 2025 года владельцем 51 % акций является вьетнамская компания «Sovico Group» (среди активов — VietJet Air), 49 % остались у фонда «Самрук-Казына».